# 日本十進分類法
日本十進分類法（にほんじっしんぶんるいほう、Nippon Decimal Classification; NDC）は、日本の図書館で広く使われている図書分類法である。最新版は新訂10版（2014年12月発行）。もり・きよし（森清）原編、日本図書館協会分類委員会改訂。

## 概要
分類記号に「0」から「9」のアラビア数字のみを用い、大まかな分類から細かい分類へと順次10ずつの項目に細分していく「十進分類法」の一つ。たとえば、「文学」は「9xx」→「日本文学」は「91x」→「(日本文学の)小説・物語」は「913」、というように下の桁ほど下位の細かい分類を表現する。
森清（もり・きよし）がデューイ十進分類法 (DDC) の体系を元に作成したもので、1928年（昭和3年）に発表し、翌1929年（昭和4年）に間宮商店から刊行された。第1版から訂正増補第5版までは森の個人著作で、戦後の新訂6版以降は日本図書館協会内に設置された分類委員会が改訂を行っている。森もその委員の一人として改訂に携わっていたが、新訂9版の改訂作業の半ば1986年（昭和61年）に引退した。
日本の図書館における図書分類法のデファクトスタンダードであり、2008年の調査では公共図書館の99%、大学図書館の92%がこれを使用している（新規受入の和書の場合）。検索や蔵書管理のための「書誌分類」や、また請求記号として資料を書架に並べる際の「書架分類」として利用される。また配架作業の効率化のため、本の背表紙などに分類記号を印字したラベルをはることが多い。
新たな改訂版が発行されても、各地の図書館に普及するには数十年という長い年月を要する。2008年の時点では、大半の図書館が新訂9版（1995年）または新訂8版（1978年）を使用しているが、まだ新訂7版（1961年）を主に使用している図書館も残っており、新訂6版（1951年）や訂正増補第5版（1942年）も僅かに利用されている。そのような事情もあり、新版が出た後もしばらくは古い版の増刷が続けられる。2015年現在、冊子版では新訂10版（2014年）、新訂9版（1995年）、新訂8版（1978年）の3種が販売されている。

## 分類
| 日本十進分類法 (NDC) | 展開分類法 (EC) | デューイ十進 分類法(DDC) |
| -------------------- | --------------- | ------------------------ |
| 0 総記               | A 総記          | 0 総記                   |
| 1 哲学・宗教         | B-D 哲学・宗教  | 1 哲学                   |
| 2 歴史・地理         | E-G 歴史諸科学  | 2 宗教                   |
| 3 社会科学           | H-K 社会科学    | 3 社会科学               |
| 4 自然科学           | L-Q 自然科学    | 4 言語                   |
| 5 技術、家庭、工業   | R-U 技術        | 5 純粋科学               |
| 6 産業               | V-W 芸術        | 6 技術                   |
| 7 芸術、体育         | X 言語          | 7 芸術                   |
| 8 言語               | Y 文学          | 8 文学                   |
| 9 文学               | Z 図書学        | 9 地理・歴史             |

メルヴィル・デューイの考案したデューイ十進分類法 (DDC) の十進分類体系を用いながらも、第1次区分についてはチャールズ・エイミー・カッターの展開分類法 (EC) にならい、それ以下の分類では、デューイ十進分類法 (DDC)、アメリカ議会図書館分類法 (LCC) など国内外の既存の分類を参考にし、その上で日本に関連した項目（日本、日本語、日本文化など）を重視するなどしている。
分類記号に「0」から「9」のアラビア数字のみを用い、大から小に向かって順次10ずつの項目に分ける「十進分類法」である。もっとも大きな1次区分は「類」、その次の2次区分は「綱」、3次区分は「目」と呼ばれる（その下は順に「分目」「厘目」「毛目」）。0類 から 9類 までの10種に区分した表を「類目表」、2次区分「綱」までの計100種に分類されたものを「綱目表」と呼ぶ。綱目表のそれぞれを同様に10種ずつに区分した「要目表」 は、未定義のものや使われなくなったものなどもあり、950種にも満たない。以下も同様にそれぞれを10ずつ細分化していく（細目表）。
ただし、基本的に「1」から「9」までの「9区分」であり、「0」にはどれにも当てはまらないもの、総合的・包括的なものを割り当てる。ある分野が必ずしも9つに細分できるとは限らないが、9つより多い場合は適宜グループ化するか、「1」から「8」までに主なものを割り当てたうえで「9」を「その他」とする。9つより少ない場合は、関連性のある別分野を本来あるべき位置より一段階下げるか（不均衡記号）、あるいはさらに下位の分野を便宜上一段階上げる（縮約記号）。したがって、分類記号の上の分類構造と論理的な分類構造は一致しない。
たとえば、「自然科学」という分野について、日本十進分類法では本来「数学」「物理学」「化学」「天文学・宇宙科学」「地球科学・地学」「生物学」という6分野に細分している。しかしこれでは9区分とならないため、本来「自然科学」ではない「医学」をここに追加し、さらに「生物学」の中の一分野である「植物学」「動物学」を一段階上げる形にして、9区分としている。
| 日本十進分類法の紹介において「400 自然科学」は以下のように記されることが多い。                                | しかし実際には、以下のように異なる階層の分野を同列のように混在させているのである。470と480は「縮約記号」、490が「不均衡記号」である。   |
| 400 自然科学 410 数学 420 物理学 430 化学 440 天文学 450 地球科学 460 生物科学 470 植物学 480 動物学 490 医学 | ├400 自然科学 │ ├410 数学 │ ├420 物理学 │ ├430 化学 │ ├440 天文学 │ ├450 地球科学 │ └460 生物科学 │ ├470 植物学 │ └480 動物学 ├490 医学 |

分類記号は、3桁（3次区分）まで細分したものを基本とし、類や綱の段階でそれ以上区分できない場合は0や00を補って表し（例: 7 → 700）、4桁以上まで分類を行う場合はピリオドを3桁目の直後に置く（例: 913.6）。また、類や綱が0であっても、省略せずに記す（例：007）。いずれの場合も、分類記号は整数や小数といった「数値」ではなく、小数的に展開する。したがって913.6の場合は「キュウイチサンテンロク」と読む。「キュウヒャクジュウサンテンロク」などは誤りである。
対象とする資料が複数の「主題」を扱っている場合、中心となる1主題があればそれを採用する。それがなく、主題の数が2個から3個であれば最初のもの、4個以上の主題を扱っていればそれらの上位の主題から分類する。主題間に関連性がある場合は、基本的に、影響を「受けた」側、因果関係の「結果」、上下関係にある概念のうち「上位」のもの、著者が重点を置いている（説明しようとしている）側、などを採用して分類する。
日本十進分類法 (NDC) の新訂10版では、本表（類目表、綱目表、要目表、細目表）のほかに4種の一般補助表、10種の固有補助表、相関索引、用語解説、事項索引が用意されている。過去の版では「小図書館向」や「児童用」の分類表が収録されていた時期もあったが普及せず、現在は含まれていない。双方とも分類記号が2桁までを基本としていたが、前者が通常版の100区分表の抜粋に近かったのに対し、後者は児童用・学校図書館用に手が加えられていた。
補助表は、本表に記載されている分類記号の末尾に付加するための記号を扱ったもので、資料の主題・形式を的確に表現する分類記号が細目表にない場合に、それを付加することで分類記号を「作る」ことができる。一般補助表は第1版から新訂7版までは「助記表」という名前であった。日本十進分類法は、ある基準のもとで分類する際には必ず同じ記号を充てるよう設計されており、たとえば、地域ごとに分類する場合に「北アメリカ」を意味する記号は5であり（カナダが51、アメリカ合衆国が53）、言語ごとに分類する場合に「ドイツ語」を意味する記号は4である（フリジア語は491、オランダ語は493）。そのような分類をまとめたものが助記表であり、名前の通り「記憶を助ける」ものであった。
森清は、それまで日本で考案・制定されていた十進分類法について、第1版の「はしがき」において『記號ノ十進トイウ外貌ダケヲ模シ D. C. ノ眞隨タル ネモニックキャラクター ヲ顧ミテ居ナイ「似而非」十進法 』であると批判し、日本十進分類法では『出來得ル限リ D. C. ノ特色其儘ヲ應用シタツモリデアル 』と述べている（「ネモニックキャラクター」とは、上で述べた「助記的特徴」のこと）。

## 歴史
明治時代前期には東京図書館の「八門分類表」が各地の図書館に普及したが、目録分類でしかなく、排架法を考慮していない（分類記号ももたない） ため、まもなく廃れた。明治末期から大正時代にかけて各地の図書館で次々と独自の図書分類法が制定され、1919年（大正8年）に全国府県立図書館協議会で日本初の標準分類表に定められた「山口県立図書館分類表」（100区分表までを採用） も、区分の不適当なところや簡単すぎる点から、独自に改訂を行う図書館が増え、事実上の標準分類表とはならなかった。
そのような中、森清（もり・きよし）が1928年（昭和3年）に青年図書館員連盟の機関誌『圕研究』（としょかんけんきゅう）第1巻第2号と同第3号 で「和洋図書共用十進分類法案」として発表、翌年大阪の間宮商店から発行したものが、日本十進分類法 (NDC) である。青年図書館員連盟内に設立されたNDC研究会の協力の下、森自身の手で戦前に訂正増補第5版まで改訂が行われた。
戦後、社団法人日本図書館協会 (JLA) が日本十進分類法を森清の個人著作から継承し、1950年（昭和25年）発行の新訂6版から日本図書館協会分類委員会によって改訂が行われている。新訂9版まで、森も分類委員会のメンバーとして改訂に携わっていた。新訂10版は、2004年の時点では2008年8月の刊行を目指していたが、改訂は大幅に遅れ、2015年1月下旬に発売されることとなった（発行日は2014年12月）。2014年1月までに0類から9類および情報分野の試案が発表されている。
- 1928年（昭和3年）4・7月 - 青年図書館員連盟の機関誌『圕研究』に森清が「和洋図書共用十進分類法案」を発表する[15]。
- 1929年（昭和4年）8月25日 - 「日本十進分類法 - 和漢洋書共用分類表及索引」と改題し間宮商店から単行本として刊行される[19]。
- 1931年（昭和6年）6月10日 - 訂正増補第2版が刊行される。
- 1933年（昭和8年） - 青年図書館員連盟内に日本十進分類法研究委員会が設けられる[20]。
- 1934年（昭和8年） - 青年図書館員連盟の公認分類表となる[20]。
- 1935年（昭和10年）7月15日 - 訂正増補第3版が刊行される。
- 1939年（昭和14年）1月1日 - 訂正増補第4版が刊行される。
- 1942年（昭和17年）1月1日 - 訂正増補第5版が刊行される。翌年12月5日に増刷。
- 戦時中に軍部によって間宮商店と青年図書館員連盟が解体されたため、訂正増補第5版の抄録が第6版（明和書院、1947年2月25日）として、縮刷版が第7版（宝塚文芸図書館、1947年9月15日）、第8版（同、1949年3月1日）としてそれぞれ発行されている[16]。
- 1948年（昭和23年）
  - 6月[21] - 日本図書館協会が日本十進分類法 (NDC) 改訂のため分類委員会を設置する[22]。
  - 7月 - 国立国会図書館が、和漢書の分類に日本十進分類法 (NDC) を採用（暫定的に訂正増補第5版1000区分表を使用し、新訂6版が刊行された1950年にそちらへ移行。1968年末まで適用）[23]。
- 1949年（昭和24年） - 文部省編集の『学校図書館の手引』内で採用される[24]。
- 1950年（昭和25年）7月15日 - 日本図書館協会が新訂6版を刊行する。翌年7月15日にA5判の合冊である「6-A版」を発行。
- 1961年（昭和36年）4月25日 - 新訂7版が刊行される。
- 1978年（昭和53年）5月5日 - 新訂8版が刊行される。
- 1989年（平成元年） - 機械可読化され、新訂8版の電子版（NDC・MRDF8）が頒布される。
- 1995年（平成7年）8月25日 - 新訂9版が刊行される。
- 2014年（平成26年）12月25日 - 新訂10版が刊行される。

## 改訂
戦前の訂正増補第5版までは3年程度の間隔で改訂が行われていたが、新訂6版以降は十数年の間隔となっている。
基本的に、旧版の利用を考慮して第3次区分までの改訂は最小限に留められているが、訂正増補第5版から新訂6版への改訂の際には、第3次区分（1000区分）までで400以上の変更がなされた。新訂10版の改訂の際には、長らくの課題であった、情報関連分野の混乱の問題（後述）について、解消に向けた方向性（これも後述）が示された。
訂正増補第2版から訂正増補第5版について、新訂9版には「改正増補」とあるが これは誤りで、現物の表記は「訂正增補」であり、新訂10版では訂正されている。
| 編者                                             | 発行者           | 版次           | 発行年              | ページ数       | 判型 | 備考                                                                               |
| ------------------------------------------------ | ---------------- | -------------- | ------------------- | -------------- | ---- | ---------------------------------------------------------------------------------- |
| 森清（編）                                       | 青年図書館員連盟 | 案             | 1928年 （昭和3年）  | 88p            |      | 『圕研究』第1巻第2・3号誌上                                                        |
| 森清（編）                                       | 間宮商店         | 第1版          | 1929年 （昭和4年）  | 210p           | 菊判 |                                                                                    |
| 森清（編）                                       | 間宮商店         | 訂正増補 第2版 | 1931年 （昭和6年）  | 294p           | 菊判 |                                                                                    |
| 森清（編）                                       | 間宮商店         | 訂正増補 第3版 | 1935年 （昭和10年） | 304p           | 菊判 |                                                                                    |
| 森清（編）                                       | 間宮商店         | 訂正増補 第4版 | 1939年 （昭和14年） | 328p           | A5判 |                                                                                    |
| 森清（編）                                       | 間宮商店         | 訂正増補 第5版 | 1942年 （昭和17年） | 325p           | A5判 |                                                                                    |
| 森清（編）                                       | 明和書院         | 第6版          | 1947年 （昭和22年） | [146]p         | B6判 | 訂正増補第5版の抄録                                                                |
| 森清（編）                                       | 宝塚文芸図書館   | 第7版          | 1947年 （昭和22年） | 325p           | B6判 | 訂正増補第5版の縮刷                                                                |
| 森清（編）                                       | 宝塚文芸図書館   | 第8版          | 1949年 （昭和24年） | 325p           | B6判 | 訂正増補第5版の縮刷                                                                |
| 森清（原編）、 日本図書館協会 分類委員会（改訂） | 日本図書館協会   | 新訂6版        | 1950年 （昭和25年） | 476p （2分冊） | B5判 | 「第1分冊 本表篇」「第2分冊 索引篇」の2分冊。                                      |
| 森清（原編）、 日本図書館協会 分類委員会（改訂） | 日本図書館協会   | 新訂6-A版      | 1951年 （昭和26年） | 521p           | A5判 | ISBN 482045000X                                                                    |
| 森清（原編）、 日本図書館協会 分類委員会（改訂） | 日本図書館協会   | 新訂7版        | 1961年 （昭和36年） | 734p           | A5判 | ISBN 482046101X                                                                    |
| 森清（原編）、 日本図書館協会 分類委員会（改訂） | 日本図書館協会   | 新訂8版        | 1978年 （昭和53年） | 635p           | A5判 | ISBN 4820478001                                                                    |
| 森清（原編）、 日本図書館協会 分類委員会（改訂） | 日本図書館協会   | 新訂9版        | 1995年 （平成7年）  | 853p （2分冊） | A5判 | 「本表編」「一般補助表・相関索引編」の2分冊。 ISBN 9784820495109（セット）         |
| 森清（原編）、 日本図書館協会 分類委員会（改訂） | 日本図書館協会   | 新訂10版       | 2014年 （平成26年） | 800p （2分冊） | B5判 | 「1 本表・補助表編」「2 相関索引・使用法編」の2分冊。 ISBN 9784820414131（セット） |

### 情報関連分野の混乱の問題

#### 背景
近年世界的に発達の著しい情報関連分野であるが、いわゆる情報理論に代表される純粋数理から、現実の現代的コンピュータやその通信には欠かせない電子工学まで、という科学と技術と工学（science, technology, engineering）の広い範囲にまたがり、さらにはそれが扱うのが現実社会のデータであるため社会科学まで、幅広い分野を結ぶ、いわゆる「学際」的な面がある。また、次々と新たなサブジャンルが生まれては消滅するという変化の激しい分野でもある。このため、NDCのような大分類から小分類に細分化するタイプの分類法と相性が悪い、という特徴がある。
そのため以前からのNDCでは、0「総記」（図書館情報学などが含まれる）の下の007「情報科学」と、5「技術・工学」→54「電気工学」の下の547「電気通信」の全く離れた2箇所に、似たような文献が分かれて分類されてしまう、という問題が起きており、さらに新訂8版の548「情報工学」が加わり複雑なことになっていた。
もっぱら専門書を扱う大学図書館等、一部ではNDCにほぼ従って分類していてもなんとかなっていたものの、日本の市区町村立などの多くの図書館では、007に片寄せする、分量・需要も多く流動性が特に激しいコンピュータ関連書籍は別扱いとする、007と547の棚を隣同士にするなど、対応に苦慮していたという現状があった。

#### 新訂10版における議論と結論
新訂10版では、この以前からの大きな課題の解消に向け、『大規模な分類変更・書架移動を伴う近年まれな改訂』が検討された。整理案としては、007と008（新設）に再編するA案と、547と548に再配分するB案が出されていた。しかし、最終的には記号上の統合は見送りとし、観点からの区分の明確化を図ることが決められ、「別法」によって007または547と548へ集中させる方法が提供された。
同様にロボット分野についても内容ごとに機械工学・情報工学・農業・哲学などに分類されているが、現状では現場レベルで対応している。

## 利用

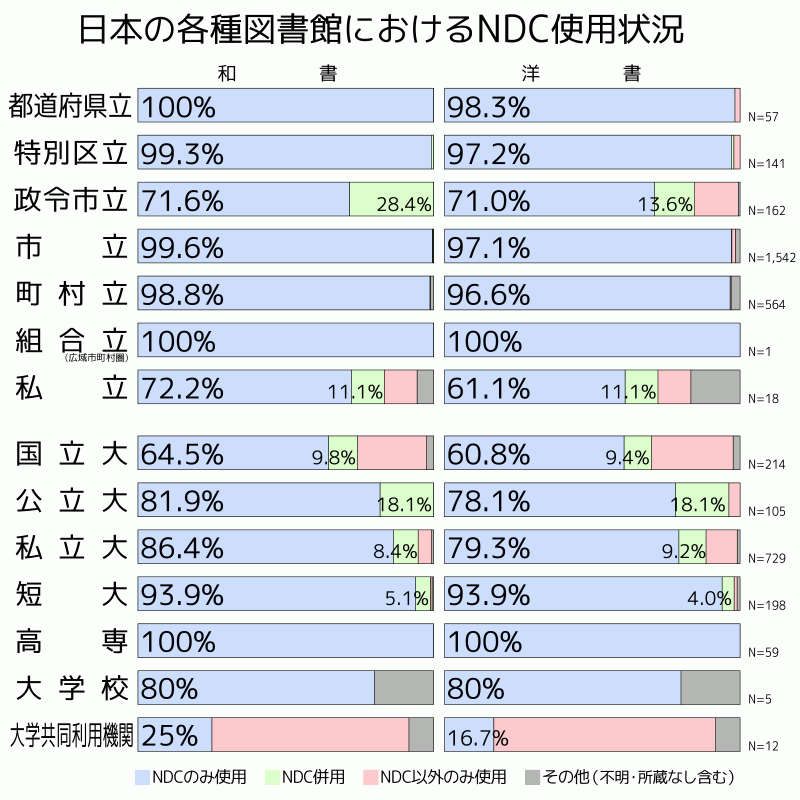
日本の各種図書館における日本十進分類法 (NDC) の使用状況（2008年）
青: NDCのみを使用
緑: NDCとそれ以外を併用
赤: NDC以外を使用
灰: その他（不明・所蔵なし含む）

戦前はほとんど普及せず、日本十進分類法を採用したのは青森県立、鳥取県立など県立図書館が数館、神戸市立、函館市立など市立図書館が数館、天理図書館、同志社大学図書館などの大学図書館だけであった。訂正増補第2版の「再版ニ於イテ」で『約25館』、訂正増補第3版の「序文」には『100有餘館』 と記されている。現在の日本では最も使用されている図書分類法であり、公共図書館と学校図書館ではほぼ100%という普及率を誇るが、これは、1949年（昭和24年）に文部省が『学校図書館の手引き』で紹介したこと、国立国会図書館が和漢書の分類に採用したこと、国立国会図書館が作成・配布していた目録カードに使用されていたこと などによる。後に国立国会図書館は国立国会図書館分類表 (NDLC) へ移行しているが、日本十進分類法 (NDC) での分類も継続して行っている。1981年（昭和56年）の調査では公共図書館の99%、大学図書館の75%、専門図書館の66%がこれを採用している。2008年4月の調査では、新規受入の一般図書のうち、和書に日本十進分類法を使用している図書館は、公共図書館で99%、大学図書館で92%であった（NDC以外との併用を含む。洋書では、それぞれ96%、87%と若干低くなる）。

## 本表

### 類目表（第1次区分表）
以下に新訂10版の第1次区分表を示す。
- 0 総記 （情報学、図書館、図書、百科事典、一般論文集、逐次刊行物、団体、ジャーナリズム、叢書）
- 1 哲学 （哲学、心理学、倫理学、宗教）
- 2 歴史 （歴史、伝記、地理）
- 3 社会科学 （政治、法律、経済、統計、社会、教育、風俗習慣、国防）
- 4 自然科学 （数学、理学、医学）
- 5 技術 （工学、工業、家政学）
- 6 産業 （農林水産業、商業、運輸、通信）
- 7 芸術 （美術、音楽、演劇、スポーツ、諸芸、娯楽）
- 8 言語
- 9 文学

新訂8版以降では、この第1次区分表を「類目表」という。第1版では「主綱表」、訂正増補第2版から新訂7版では「主類表」であった。
この（第1次区分の）レベルでは、第1版から新訂10版に至るまで本質的な変更はなされておらず、以下の表のような呼称の変更に留まる。ただし、『圕研究』掲載の原案の時点では8類と9類の位置が逆であった。
|          | 案                      | 第1版    | 訂正 増補 第2版 | 訂正 増補 第3版 | 訂正 増補 第4版 | 訂正 増補 第5版 | 新訂 6版 | 新訂 7版 | 新訂 8版 | 新訂 9版 | 新訂 10版 |
| 基礎項目 | 主綱表                  | 主類表   | 主類表          | 主類表          | 主類表          | 主類表          | 主類表   | 類目表   | 類目表   | 類目表   |           |
| -------- | ----------------------- | -------- | --------------- | --------------- | --------------- | --------------- | -------- | -------- | -------- | -------- | --------- |
| 0        | 総記                    | 総記     | 総記            | 総記            | 総記            | 総記            | 総記     | 総記     | 総記     | 総記     | 総記      |
| 1        | 哲学及宗教 （精神科学） | 精神科学 | 精神科学        | 精神科学        | 精神科学        | 精神科学        | 哲学     | 哲学     | 哲学     | 哲学     | 哲学      |
| 2        | 歴史科学                | 歴史     | 歴史            | 歴史            | 歴史            | 歴史            | 歴史     | 歴史     | 歴史     | 歴史     | 歴史      |
| 3        | 社会科学                | 社会科学 | 社会科学        | 社会科学        | 社会科学        | 社会科学        | 社会科学 | 社会科学 | 社会科学 | 社会科学 | 社会科学  |
| 4        | 自然科学                | 自然科学 | 自然科学        | 自然科学        | 自然科学        | 自然科学        | 自然科学 | 自然科学 | 自然科学 | 自然科学 | 自然科学  |
| 5        | 工芸学、 有用技術       | 工芸学   | 工芸学          | 工芸学          | 工芸学          | 工芸学          | 工学     | 工学     | 技術     | 技術     | 技術      |
| 6        | 産業                    | 産業     | 産業            | 産業            | 産業            | 産業            | 産業     | 産業     | 産業     | 産業     | 産業      |
| 7        | 美術                    | 美術     | 美術            | 美術            | 美術            | 美術            | 美術     | 美術     | 美術     | 美術     | 美術      |
| 8        | 文学                    | 語学     | 語学            | 語学            | 語学            | 語学            | 語学     | 語学     | 言語     | 言語     | 言語      |
| 9        | 語学                    | 文学     | 文学            | 文学            | 文学            | 文学            | 文学     | 文学     | 文学     | 文学     | 文学      |

### 綱目表（第2次区分表）
以下に新訂10版の第2次区分表を示す。
- 00 総記
  - 01 図書館、図書館情報学
  - 02 図書、書誌学
  - 03 百科事典、用語索引
  - 04 一般論文集、一般講演集、雑著
  - 05 逐次刊行物、一般年鑑
  - 06 団体、博物館
  - 07 ジャーナリズム、新聞
  - 08 叢書、全集、選集
  - 09 貴重書、郷土資料、その他の特別コレクション
- 10 哲学
  - 11 哲学各論
  - 12 東洋思想
  - 13 西洋哲学
  - 14 心理学
  - 15 倫理学、道徳
- 16 宗教
  - 17 神道
  - 18 仏教
  - 19 キリスト教、ユダヤ教
- 20 歴史、世界史、文化史
  - 21 日本史
  - 22 アジア史、東洋史
  - 23 ヨーロッパ史、西洋史
  - 24 アフリカ史
  - 25 北アメリカ史
  - 26 南アメリカ史
  - 27 オセアニア史、両極地方史
  - 28 伝記
- 29 地理、地誌、紀行
- 30 社会科学
  - 31 政治
  - 32 法律
  - 33 経済
  - 34 財政
  - 35 統計
  - 36 社会
  - 37 教育
  - 38 風俗習慣、民俗学、民族学
  - 39 国防、軍事
- 40 自然科学
  - 41 数学
  - 42 物理学
  - 43 化学
  - 44 天文学、宇宙科学
  - 45 地球科学、地学
  - 46 生物科学、一般生物学
    - 47 植物学
    - 48 動物学
- 49 医学、薬学

- 50 技術、工学
  - 51 建設工学、土木工学
  - 52 建築学
  - 53 機械工学、原子力工学
  - 54 電気工学
  - 55 海洋工学、船舶工学、兵器、軍事工学
  - 56 金属工学、鉱山工学
  - 57 化学工業
  - 58 製造工業
- 59 家政学、生活科学
- 60 産業
  - 61 農業
  - 62 園芸、造園
  - 63 蚕糸業
  - 64 畜産業、獣医学
  - 65 林業、狩猟
  - 66 水産業
  - 67 商業
  - 68 運輸、交通、観光事業
  - 69 通信事業
- 70 芸術、美術
  - 71 彫刻、オブジェ
  - 72 絵画、書、書道
  - 73 版画、印章、篆刻、印譜
  - 74 写真、印刷
  - 75 工芸
  - 76 音楽、舞踊、バレエ
  - 77 演劇、映画、大衆芸能
- 78 スポーツ、体育
- 79 諸芸、娯楽
- 80 言語
  - 81 日本語
  - 82 中国語、その他の東洋の諸言語
  - 83 英語
  - 84 ドイツ語、その他のゲルマン諸語
  - 85 フランス語、プロバンス語
  - 86 スペイン語、ポルトガル語
  - 87 イタリア語、その他のロマンス諸語
  - 88 ロシア語、その他のスラブ諸語
  - 89 その他の諸言語
- 90 文学
  - 91 日本文学
  - 92 中国文学、その他の東洋文学
  - 93 英米文学
  - 94 ドイツ文学、その他のゲルマン文学
  - 95 フランス文学、プロバンス文学
  - 96 スペイン文学、ポルトガル文学
  - 97 イタリア文学、その他のロマンス文学
  - 98 ロシア・ソビエト文学、その他のスラブ文学
  - 99 その他の諸言語文学

新訂8版以降では、この第2次区分表を「綱目表」という。第1版では「要目表」、訂正増補第2版から新訂7版では「主綱表」であった。
前述のように大規模な改訂はなるべく控えられているが、この（第2次区分の）レベルでは、訂正増補第5版から新訂6版への改訂の際には、NDCの歴史上では最も大規模な変更があった。「55 鉱山工学、金属工学」と「56 海事工学」の位置が入れ替わり「55 海事工学、造兵学」「56 採鉱冶金学」になったほか、「63 林業」と「65 蚕業」も入れ替わり「63 蚕糸業」「65 林業」となった。また、「09 随筆、雑書」は「09 郷土誌料、貴重書或は特別集書」に変更された（ただし綱目表では新訂8版まで空欄のままで、要目表・細目表の上でのみ指示があった）。

### 要目表（第3次区分表）
以下に新訂10版の第3次区分表および、新訂8版・新訂9版・新訂10版での主な変更内容を示す。分類記号に角括弧のあるもの（ [119] [226] など）は、新訂10版では使用されなくなったものであり、通常は矢印（→）で指示されたものを用いる。項目名全体に丸括弧のあるもの（546 電気鉄道、647 みつばち、昆虫）は、新訂10版で削除された項目である。

#### 総記（0類）
- 000 総記
  - 001
  - 002 知識、学問、学術
  - 003
  - 004
  - 005
  - 006
  - 007 情報学、情報科学 ※新訂8版で新設（新訂7版の007は002へ統合）
  - 008
  - 009
- 010 図書館、図書館情報学
  - 011 図書館政策、図書館行財政
  - 012 図書館建築、図書館設備
  - 013 図書館経営・管理
  - 014 情報資源の収集・組織化・保存
  - 015 図書館サービス、図書館活動
  - 016 各種の図書館
    - 017 学校図書館
    - 018 専門図書館

  - 019 読書、読書法
- 020 図書、書誌学
  - 021 著作、編集
  - 022 写本、刊本、造本
  - 023 出版
  - 024 図書の販売
  - 025 一般書誌、全国書誌
  - 026 稀書目録、善本目録
  - 027 特種目録
  - 028 選定図書目録、参考図書目録
  - 029 蔵書目録、総合目録
- 030 百科事典
  - 031 日本語
  - 032 中国語
  - 033 英語
  - 034 ドイツ語
  - 035 フランス語
  - 036 スペイン語
  - 037 イタリア語
  - 038 ロシア語
- 039 用語索引
- 040 一般論文集、一般講演集
  - 041 日本語
  - 042 中国語
  - 043 英語
  - 044 ドイツ語
  - 045 フランス語
  - 046 スペイン語
  - 047 イタリア語
  - 048 ロシア語
- 049 雑著

- 050 逐次刊行物
  - 051 日本語
  - 052 中国語
  - 053 英語
  - 054 ドイツ語
  - 055 フランス語
  - 056 スペイン語
  - 057 イタリア語
  - 058 ロシア語
- 059 一般年鑑
- 060 団体
  - 061 学術・研究機関 ※新訂9版で新設（新訂8版では060の地理区分）
  - 062 ※新訂9版で削除（新訂8版では060の地理区分）
  - 063 文化交流機関 ※新訂9版で新設（新訂8版では060の地理区分）
  - 064 ※新訂9版で削除（新訂8版では060の地理区分）
  - 065 親睦団体、その他の団体 ※新訂9版で新設（新訂8版では060の地理区分）
  - 066 ※新訂9版で削除（新訂8版では060の地理区分）
  - 067 ※新訂9版で削除（新訂8版では060の地理区分）
  - 068
- 069 博物館
- 070 ジャーナリズム、新聞
  - 071 日本
  - 072 アジア
  - 073 ヨーロッパ
  - 074 アフリカ
  - 075 北アメリカ
  - 076 南アメリカ
  - 077 オセアニア、両極地方
  - 078
  - 079
- 080 叢書、全集、選集
  - 081 日本語
  - 082 中国語
  - 083 英語
  - 084 ドイツ語
  - 085 フランス語
  - 086 スペイン語
  - 087 イタリア語
  - 088 ロシア語
  - 089 その他の諸言語
- 090 貴重書、郷土資料、その他の特別コレクション
  - 091
  - 092
  - 093
  - 094
  - 095
  - 096
  - 097
  - 098
  - 099

#### 哲学（1類）
- 100 哲学
  - 101 哲学理論
  - 102 哲学史
  - 103 参考図書（レファレンスブック）
  - 104 論文集、評論集、講演集
  - 105 逐次刊行物
  - 106 団体
  - 107 研究法、指導法、哲学教育
  - 108 叢書、全集、選集
  - 109
- 110 哲学各論
  - 111 形而上学、存在論
  - 112 自然哲学、宇宙論
  - 113 人生観、世界観
  - 114 人間学
  - 115 認識論
  - 116 論理学、弁証法、方法論
  - 117 価値哲学
  - 118 文化哲学、技術哲学
  - [119] 芸術哲学、美学 → 701 ※新訂8版で二者択一項目として新設
- 120 東洋思想
  - 121 日本思想
  - 122 中国思想、中国哲学
    - 123 経書
    - 124 先秦思想、諸子百家
    - 125 中世思想、近代思想

  - 126 インド哲学、バラモン教 ※新訂8版で129から126へ移動
  - 127
  - 128
  - 129 その他の東洋思想、アジア哲学 ※新訂8版で129から126へ移動
- 130 西洋哲学
  - 131 古代哲学
  - 132 中世哲学
  - 133 近代哲学
    - 134 ドイツ・オーストリア哲学
    - 135 フランス・オランダ哲学
    - 136 スペイン・ポルトガル哲学
    - 137 イタリア哲学
    - 138 ロシア哲学
    - 139 その他の哲学
- 140 心理学
  - 141 普通心理学、心理各論
  - 142
  - 143 発達心理学
  - 144
  - 145 異常心理学
  - 146 臨床心理学、精神分析学
  - 147 超心理学、心霊研究
  - 148 相法、易占
  - [149] 応用心理学 → 140

- 150 倫理学、道徳
  - 151 倫理各論
  - 152 家庭倫理、性倫理
  - 153 職業倫理
  - 154 社会倫理（社会道徳）
  - 155 国体論、詔勅
  - 156 武士道
  - 157 報徳教、石門心学
  - 158 その他の特定主題
  - 159 人生訓、教訓
- 160 宗教
  - 161 宗教学、宗教思想
  - 162 宗教史・事情 ※新訂8版で新設（新訂7版の162は164へ移動）
  - 163 原始宗教、宗教民族学
  - 164 神話、神話学 ※新訂8版で162からは164へ移動
  - 165 比較宗教
  - 166 道教
  - 167 イスラム
  - 168 ヒンズー教、ジャイナ教
  - 169 その他の宗教、新興宗教
- 170 神道
  - 171 神道思想、神道説
  - 172 神祇・神道史
  - 173 神典
  - 174 信仰録、説教集 ※新訂8版で新設（新訂7版の174は173へ移動）
  - 175 神社、神職
  - 176 祭祀
  - 177 布教、伝道
  - 178 各教派、教派神道
  - 179
- 180 仏教
  - 181 仏教教理、仏教哲学
  - 182 仏教史
  - 183 経典
  - 184 法話・説教集
  - 185 寺院、僧職
  - 186 仏会
  - 187 布教、伝道
  - 188 各宗
  - 189
- 190 キリスト教
  - 191 教義、キリスト教神学
  - 192 キリスト教史、迫害史
  - 193 聖書
  - 194 信仰録、説教集
  - 195 教会、聖職
  - 196 典礼、祭式、礼拝
  - 197 布教、伝道
  - 198 各教派、教会史
- 199 ユダヤ教

#### 歴史（2類）
伝記のうち、280 - 287には3人以上の伝記を、289（個人伝記）には1人または2人の伝記を収める。ただし、「特定主題の3人以上の伝記」や、哲学者・宗教家・芸術家・スポーツマン・諸芸に携わる者・文学者（すなわち1類・7類・9類。ただし文学研究者は除く）に該当する1人または2人の伝記は、それぞれの主題の下に収める。
- 200 歴史
  - 201 歴史学
  - 202 歴史補助学
  - 203 参考図書（レファレンスブック）
  - 204 論文集、評論集、講演集
  - 205 逐次刊行物
  - 206 団体
  - 207 研究法、指導法、歴史教育
  - 208 叢書、全集、選集
- 209 世界史、文化史
- 210 日本史
  - 211 北海道地方
  - 212 東北地方
  - 213 関東地方
  - 214 北陸地方
  - 215 中部地方
  - 216 近畿地方
  - 217 中国地方
  - 218 四国地方
  - 219 九州地方
- 220 アジア史、東洋史
  - 221 朝鮮
  - 222 中国
  - 223 東南アジア
    - 224 インドネシア

  - 225 インド
  - [226] 西南アジア、中東（中近東） → 227 ※新訂9版で227へ移動し二者択一に
  - 227 西南アジア、中東（中近東） ※新訂9版で新設（新訂8版の226, 228を227へ移動）
  - [228] アラブ諸国 → 227 ※新訂9版で227へ移動し二者択一項目に
  - 229 アジアロシア
- 230 ヨーロッパ史、西洋史
  - 231 古代ギリシア
  - 232 古代ローマ
  - 233 イギリス、英国
  - 234 ドイツ、中欧
  - 235 フランス
  - 236 スペイン（イスパニア）
  - 237 イタリア
  - 238 ロシア
  - 239 バルカン諸国
- 240 アフリカ史
  - 241 北アフリカ
    - 242 エジプト
    - 243 マグレブ諸国

  - 244 西アフリカ
  - 245 東アフリカ
  - 246
  - 247
  - 248 南アフリカ
  - 249 インド洋のアフリカ諸島

- 250 北アメリカ史
  - 251 カナダ
  - 252
  - 253 アメリカ合衆国
  - 254 ※新訂8版で削除（新訂7版の254は253へ統合）
  - 255 ラテンアメリカ（中南米）
    - 256 メキシコ
    - 257 中央アメリカ（中米諸国）
    - 258
    - 259 西インド諸島
- 260 南アメリカ史
  - 261 北部諸国（カリブ沿海諸国）
  - 262 ブラジル
  - 263 パラグアイ
  - 264 ウルグアイ
  - 265 アルゼンチン
  - 266 チリ
  - 267 ボリビア
  - 268 ペルー
  - 269
- 270 オセアニア史、両極地方史
  - 271 オーストラリア
  - 272 ニュージーランド
  - 273 メラネシア
  - 274 ミクロネシア
  - 275 ポリネシア
  - 276 ハワイ
  - 277 両極地方
    - 278 北極、北極地方
    - 279 南極、南極地方
- 280 伝記
  - 281 日本
  - 282 アジア
  - 283 ヨーロッパ
  - 284 アフリカ
  - 285 北アメリカ
  - 286 南アメリカ
  - 287 オセアニア、両極地方
  - 288 系譜、家史、皇室
  - 289 個人伝記
- 290 地理、地誌、紀行
  - 291 日本
  - 292 アジア
  - 293 ヨーロッパ
  - 294 アフリカ
  - 295 北アメリカ
  - 296 南アメリカ
  - 297 オセアニア、両極地方
  - 298 ※新訂8版で削除（新訂7版の298は290へ統合）
  - 299 海洋

#### 社会科学（3類）
- 300 社会科学
  - 301 理論、方法論
  - 302 政治・経済・社会・文化事情
  - 303 参考図書（レファレンスブック）
  - 304 論文集、評論集、講演集
  - 305 逐次刊行物
  - 306 団体
  - 307 研究法、指導法、社会科学教育
  - 308 叢書、全集、選集
  - 309 社会思想
- 310 政治
  - 311 政治学、政治思想
  - 312 政治史・事情
  - 313 国家の形態、政治体制
  - 314 議会
  - 315 政党、政治結社
  - 316 国家と個人・宗教・民族
  - 317 行政
  - 318 地方自治、地方行政
  - 319 外交、国際問題
- 320 法律
  - 321 法学
  - 322 法制史
  - 323 憲法
  - 324 民法、民事法
  - 325 商法、商事法
  - 326 刑法、刑事法
  - 327 司法、訴訟手続法
  - [328] 諸法
  - 329 国際法
- 330 経済
  - 331 経済学、経済思想
  - 332 経済史・事情、経済体制
  - 333 経済政策、国際経済
  - 334 人口、土地、資源
  - 335 企業、経営
    - 336 経営管理

  - 337 貨幣、通貨
  - 338 金融、銀行、信託
  - 339 保険
- 340 財政
  - 341 財政学、財政思想
  - 342 財政史・事情
  - 343 財政政策、財務行政
  - 344 予算、決算
  - 345 租税
  - 346
  - 347 公債、国債
  - 348 専売、国有財産
  - 349 地方財政

- 350 統計
  - 351 日本
  - 352 アジア
  - 353 ヨーロッパ
  - 354 アフリカ
  - 355 北アメリカ
  - 356 南アメリカ
  - 357 オセアニア、両極地方
  - 358 人口統計、国勢調査
  - [359] 各種の統計書
- 360 社会
  - 361 社会学
  - 362 社会史、社会体制
  - 363
  - 364 社会保障
  - 365 生活・消費者問題
  - 366 労働経済、労働問題
  - 367 家族問題、男性・女性問題、老人問題
  - 368 社会病理
  - 369 社会福祉
- 370 教育
  - 371 教育学、教育思想
  - 372 教育史・事情
  - 373 教育政策、教育制度、教育行財政
  - 374 学校経営・管理、学校保健
  - 375 教育課程、学習指導、教科別教育
  - 376 幼児・初等・中等教育
  - 377 大学、高等・専門教育、学術行政
  - 378 障害児教育（特別支援教育）
  - 379 社会教育
- 380 風俗習慣、民俗学、民族学
  - 381
  - 382 風俗史、民俗誌、民族誌
  - 383 衣食住の習俗
  - 384 社会・家庭生活の習俗
  - 385 通過儀礼、冠婚葬祭
  - 386 年中行事、祭礼
  - 387 民間信仰、迷信（俗信）
  - 388 伝説、民話（昔話）
  - 389 民族学、文化人類学
- 390 国防、軍事
  - 391 戦争、戦略、戦術
  - 392 国防史・事情、軍事史・事情
  - 393 国防政策・行政・法令
  - 394 軍事医学、兵食
  - 395 軍事施設、軍需品
  - 396 陸軍
  - 397 海軍
  - 398 空軍
  - 399 古代兵法、軍学

#### 自然科学（4類）
- 400 自然科学
  - 401 科学理論、科学哲学
  - 402 科学史・事情
  - 403 参考図書（レファレンスブック）
  - 404 論文集、評論集、講演集
  - 405 逐次刊行物
  - 406 団体
  - 407 研究法、指導法、科学教育
  - 408 叢書、全集、選集
  - 409 科学技術政策、科学技術行政 ※新訂9版で新設
- 410 数学
  - 411 代数学
  - 412 数論（整数論）
  - 413 解析学
  - 414 幾何学
  - 415 位相数学
  - 416
  - 417 確率論、数理統計学
  - 418 計算法
  - 419 和算、中国算法
- 420 物理学
  - 421 理論物理学
  - 422
  - 423 力学
  - 424 振動学、音響学
  - 425 光学
  - 426 熱学
  - 427 電磁気学
  - 428 物性物理学
  - 429 原子物理学
- 430 化学
  - 431 物理化学、理論化学
  - 432 実験化学（化学実験法）
  - 433 分析化学（化学分析）
  - 434 合成化学（化学合成）
  - 435 無機化学
    - 436 金属元素とその化合物

  - 437 有機化学
    - 438 環式化合物の化学
    - 439 天然物質の化学
- 440 天文学、宇宙科学
  - 441 理論天文学、数理天文学
  - 442 実地天文学、天体観測法
  - 443 恒星、恒星天文学
  - 444 太陽、太陽物理学
  - 445 惑星、衛星
  - 446 月
  - 447 彗星、流星
  - 448 地球、天文地理学
  - 449 時法、暦学

- 450 地球科学、地学
  - 451 気象学
  - 452 海洋学
  - 453 地震学
  - 454 地形学
  - 455 地質学
  - 456 地史学、層位学
  - 457 古生物学、化石
  - 458 岩石学
  - 459 鉱物学
- 460 生物科学、一般生物学
  - 461 理論生物学、生命論
  - 462 生物地理、生物誌
  - 463 細胞学
  - 464 生化学
  - 465 微生物学
  - 466
  - 467 遺伝学
  - 468 生態学
  - 469 人類学
- 470 植物学
  - 471 一般植物学
  - 472 植物地理、植物誌
  - 473 葉状植物
    - 474 藻類、菌類
    - 475 コケ植物（蘚苔類）
    - 476 シダ植物

  - 477 種子植物
    - 478 裸子植物
    - 479 被子植物
- 480 動物学
  - 481 一般動物学
  - 482 動物地理、動物誌
  - 483 無脊椎動物
    - 484 軟体動物、貝類学
    - 485 節足動物
      - 486 昆虫類

  - 487 脊椎動物
    - 488 鳥類
    - 489 哺乳類
- 490 医学
  - 491 基礎医学
  - 492 臨床医学、診断・治療
  - 493 内科学
  - 494 外科学
  - 495 婦人科学、産科学
  - 496 眼科学、耳鼻咽喉科学
  - 497 歯科学
  - 498 衛生学、公衆衛生、予防医学
- 499 薬学

#### 技術（5類）
- 500 技術、工学
  - 501 工業基礎学
  - 502 技術史、工学史
  - 503 参考図書（レファレンスブック）
  - 504 論文集、評論集、講演集
  - 505 逐次刊行物
  - 506 団体
  - 507 研究法、指導法、技術教育
  - 508 叢書、全集、選集
  - 509 工業、工業経済
- 510 建設工学、土木工学
  - 511 土木力学、建設材料
  - 512 測量
  - 513 土木設計・施工法
  - 514 道路工学
  - 515 橋梁工学
  - 516 鉄道工学
  - 517 河海工学、河川工学
  - 518 衛生工学、都市工学 ※新訂8版で519から518へ移動（新訂7版の518は517へ統合）
  - 519 環境工学、公害 ※新訂8版で新設（新訂7版の519は518へ移動）
- 520 建築学
  - 521 日本の建築
  - 522 東洋の建築、アジアの建築
  - 523 西洋の建築、その他の様式の建築
  - 524 建築構造
  - 525 建築計画・施工
  - 526 各種の建築
    - 527 住宅建築

  - 528 建築設備、設備工学
  - 529 建築意匠・装飾
- 530 機械工学
  - 531 機械力学・材料・設計
  - 532 機械工作、工作機械
  - 533 熱機関、熱工学
  - 534 流体機械、流体工学
  - 535 精密機器、光学機器
  - 536 運輸工学、車両、運搬機械
  - 537 自動車工学
  - 538 航空工学、宇宙工学
- 539 原子力工学
- 540 電気工学
  - 541 電気回路・計測・材料
  - 542 電気機器
  - 543 発電
  - 544 送電、変電、配電
  - 545 電灯、照明、電熱
  - (546 電気鉄道) ※新訂10版で削除（新訂9版の546は516, 536へ統合）
  - 547 通信工学、電気通信
  - 548 情報工学 ※新訂8版で新設（新訂7版の548は547へ統合）
  - 549 電子工学

- 550 海洋工学、船舶工学
  - 551 理論造船学
  - 552 船体構造・材料・施工
  - 553 船体艤装、船舶設備
  - 554 舶用機関（造機）
  - 555 船舶修理、保守
  - 556 各種の船舶・艦艇
  - 557 航海、航海学 ※新訂8版で新設（新訂7版の557は556へ統合）
  - 558 海洋開発 ※新訂8版で新設（新訂7版の558は557へ移動）
- 559 兵器、軍事工学
- 560 金属工学、鉱山工学
  - 561 採鉱、選鉱
  - 562 各種の金属鉱床・採掘
  - 563 冶金、合金
    - 564 鉄鋼
    - 565 非鉄金属
    - 566 金属加工、製造冶金

  - 567 石炭
  - 568 石油
  - 569 非金属鉱物、土石採取業
- 570 化学工業
  - 571 化学工学、化学機器
  - 572 電気化学工業
  - 573 セラミックス、窯業、珪酸塩化学工業
  - 574 化学薬品
  - 575 燃料、爆発物
  - 576 油脂類
  - 577 染料
  - 578 高分子化学工業
  - 579 その他の化学工業
- 580 製造工業
  - 581 金属製品
  - 582 事務機器、家庭機器、楽器
  - 583 木工業、木製品
  - 584 皮革工業、皮革製品
  - 585 パルプ・製紙工業
  - 586 繊維工学
  - 587 染色加工、染色業
  - 588 食品工業
  - 589 その他の雑工業
- 590 家政学、生活科学
  - 591 家庭経済・経営
  - 592 家庭理工学
  - 593 衣服、裁縫
  - 594 手芸
  - 595 理容、美容
  - 596 食品、料理
  - 597 住居、家具調度
  - 598 家庭衛生
  - 599 育児

#### 産業（6類）
- 600 産業
  - 601 産業政策・行政、総合開発
  - 602 産業史・事情、物産誌
  - 603 参考図書（レファレンスブック）
  - 604 論文集、評論集、講演集
  - 605 逐次刊行物
  - 606 団体
  - 607 研究法、指導法、産業教育
  - 608 叢書、全集、選集
  - 609 度量衡、計量法
- 610 農業
  - 611 農業経済・行政・経営
  - 612 農業史・事情
  - 613 農業基礎学
  - 614 農業工学
  - 615 作物栽培、作物学
    - 616 食用作物
    - 617 工芸作物
    - 618 繊維作物

  - 619 農産物製造・加工
- 620 園芸
  - 621 園芸経済・行政・経営
  - 622 園芸史・事情 ※新訂8版で新設（新訂7版の622は623へ移動）
  - 623 園芸植物学、病虫害 ※新訂8版で622, 624から623へ移動
  - 624 温室、温床、園芸用具 ※新訂8版で623から624へ移動
  - 625 果樹園芸
  - 626 蔬菜園芸
  - 627 花卉園芸（草花）
  - 628 園芸利用
- 629 造園
- 630 蚕糸業
  - 631 蚕糸経済・行政・経営
  - 632 蚕糸業史・事情 ※新訂8版で新設（新訂7版の632は633へ移動）
  - 633 蚕学、蚕業基礎学 ※新訂8版で632, 636から633へ移動
  - 634 蚕種
  - 635 飼育法
  - 636 くわ、栽桑 ※新訂8版で633から636へ移動
  - 637 蚕室、蚕具
  - 638 まゆ
  - 639 製糸、生糸、蚕糸利用
- 640 畜産業
  - 641 畜産経済・行政・経営
  - 642 畜産史・事情 ※新訂8版で新設（新訂7版の642は643へ統合）
  - 643 家畜の繁殖、家畜飼料
  - 644 家畜の管理、畜舎、用具
  - 645 家畜、畜産動物、愛玩動物
  - 646 家禽
  - ([647] みつばち、昆虫 → 646) ※新訂9版で646へ統合し二者択一に、※新訂10版で削除
  - 648 畜産製造、畜産物
- 649 獣医学

- 650 林業
  - 651 林業経済・行政・経営
  - 652 森林史、林業史・事情 ※新訂8版で新設（新訂7版の652は653へ統合）
  - 653 森林立地、造林
  - 654 森林保護
  - 655 森林施業
  - 656 森林工学
  - 657 森林利用、林産物、木材学
  - 658 林産製造
- 659 狩猟
- 660 水産業
  - 661 水産経済・行政・経営
  - 662 水産業および漁業史・事情 ※新訂8版で新設（新訂7版の662は663へ統合）
  - 663 水産基礎学 ※新訂8版で662, 666から663へ移動
  - 664 漁労、漁業各論
  - 665 漁船、漁具
  - 666 水産増殖、養殖業 ※新訂8版で663から666へ移動
  - 667 水産製造、水産食品
  - 668 水産物利用、水産利用工業
  - 669 製塩、塩業
- 670 商業
  - 671 商業政策・行政
  - 672 商業史・事情
  - 673 商業経営、商店
  - 674 広告、宣伝
  - 675 マーケティング
  - 676 取引所
  - 677 ※新訂8版で削除（新訂7版の677は688へ移動）
  - 678 貿易
  - 679
- 680 運輸、交通
  - 681 交通政策・行政・経営
  - 682 交通史・事情
  - 683 海運
  - 684 内陸水運、運河交通
  - 685 陸運、道路運輸
  - 686 鉄道運輸
  - 687 航空運輸
  - 688 倉庫業 ※新訂8版で677から688へ移動
- 689 観光事業 ※新訂8版で688から689へ移動
- 690 通信事業
  - 691 通信政策・行政・法令
  - 692 通信事業史・事情
  - 693 郵便、郵政事業
  - 694 電気通信事業
  - 695
  - 696
  - 697
  - 698
  - 699 放送事業

#### 芸術（7類）
- 700 芸術、美術
  - 701 芸術理論、美学
  - 702 芸術史、美術史
  - 703 参考図書（レファレンスブック）
  - 704 論文集、評論集、講演集
  - 705 逐次刊行物
  - 706 団体
  - 707 研究法、指導法、芸術教育
  - 708 叢書、全集、選集
  - 709 芸術政策、文化財
- 710 彫刻
  - 711 彫塑材料・技法
  - 712 彫刻史、各国の彫刻
  - 713 木彫
  - 714 石彫
  - 715 金属彫刻、鋳造
  - 716
  - 717 粘土彫刻、塑造
  - 718 仏像
- 719 オブジェ ※新訂9版で新設
- 720 絵画
  - 721 日本画
  - 722 東洋画
  - 723 洋画
  - 724 絵画材料・技法
    - 725 素描、描画

  - 726 漫画、挿絵、児童画
  - 727 グラフィックデザイン、図案
- 728 書、書道
- 729 ※新訂8版で削除（728へ統合）
- 730 版画
  - 731 版画材料・技法
  - 732 版画史、各国の版画
  - 733 木版画
  - 734 石版画（リトグラフ）
  - 735 銅版画、鋼版画
  - 736 リノリウム版画、ゴム版画
  - 737 写真版画、孔版画
  - 738
- 739 印章、篆刻、印譜
- 740 写真
  - 741
  - 742 写真器械・材料
  - 743 撮影技術
  - 744 現像、印画
  - 745 複写技術 ※新訂8版で新設（新訂7版の745は744へ統合）
  - 746 特殊写真
  - 747 写真の応用
  - 748 写真集
- 749 印刷

- 750 工芸
  - 751 陶磁工芸
  - 752 漆工芸
  - 753 染織工芸
  - 754 木竹工芸
  - 755 宝石・牙角・皮革工芸
  - 756 金工芸
  - 757 デザイン、装飾美術
  - 758 美術家具
  - 759 人形、玩具
- 760 音楽
  - 761 音楽の一般理論、音楽学
  - 762 音楽史、各国の音楽
  - 763 楽器、器楽
  - 764 器楽合奏
  - 765 宗教音楽、聖楽
  - 766 劇音楽
  - 767 声楽
  - 768 邦楽
- 769 舞踊、バレエ
- 770 演劇
  - 771 劇場、演出、演技
  - 772 演劇史、各国の演劇
  - 773 能楽、狂言
  - 774 歌舞伎
  - 775 各種の演劇
  - 776
  - 777 人形劇
- 778 映画
- 779 大衆演芸
- 780 スポーツ、体育
  - 781 体操、遊戯
  - 782 陸上競技
  - 783 球技
  - 784 冬季競技
  - 785 水上競技
  - 786 戸外レクリエーション
  - 787 釣魚、遊猟
  - 788 相撲、拳闘、競馬
  - 789 武術
- 790 諸芸、娯楽
  - 791 茶道
  - 792 香道
  - 793 花道（華道）
  - 794 ビリヤード
  - 795 囲碁
  - 796 将棋
  - 797 射倖ゲーム
  - 798 その他の室内娯楽
  - 799 ダンス

#### 言語（8類）
主題とする言語（一般補助表の言語区分）によって区分したのち、固有補助表の言語共通区分で細分する。
- 800 言語
  - 801 言語学
  - 802 言語史・事情、言語政策
  - 803 参考図書（レファレンスブック）
  - 804 論文集、評論集、講演集
  - 805 逐次刊行物
  - 806 団体
  - 807 研究法、指導法、言語教育
  - 808 叢書、全集、選集
  - 809 言語生活
- 810 日本語
  - 811 音声、音韻、文字
  - 812 語源、意味（語義）
  - 813 辞典
  - 814 語彙
  - 815 文法、語法
  - 816 文章、文体、作文
  - 817 読本、解釈、会話
  - 818 方言、訛語
  - 819
- 820 中国語
  - 821 音声、音韻、文字
  - 822 語源、意味（語義）
  - 823 辞典
  - 824 語彙
  - 825 文法、語法
  - 826 文章、文体、作文
  - 827 読本、解釈、会話
  - 828 方言、訛語
- 829 その他の東洋の諸言語
- 830 英語
  - 831 音声、音韻、文字
  - 832 語源、意味（語義）
  - 833 辞典
  - 834 語彙
  - 835 文法、語法
  - 836 文章、文体、作文
  - 837 読本、解釈、会話
  - 838 方言、訛語
  - 839
- 840 ドイツ語
  - 841 音声、音韻、文字
  - 842 語源、意味（語義）
  - 843 辞典
  - 844 語彙
  - 845 文法、語法
  - 846 文章、文体、作文
  - 847 読本、解釈、会話
  - 848 方言、訛語
- 849 その他のゲルマン諸語

- 850 フランス語
  - 851 音声、音韻、文字
  - 852 語源、意味（語義）
  - 853 辞典
  - 854 語彙
  - 855 文法、語法
  - 856 文章、文体、作文
  - 857 読本、解釈、会話
  - 858 方言、訛語
- 859 プロバンス語
- 860 スペイン語
  - 861 音声、音韻、文字
  - 862 語源、意味（語義）
  - 863 辞典
  - 864 語彙
  - 865 文法、語法
  - 866 文章、文体、作文
  - 867 読本、解釈、会話
  - 868 方言、訛語
- 869 ポルトガル語
- 870 イタリア語
  - 871 音声、音韻、文字
  - 872 語源、意味（語義）
  - 873 辞典
  - 874 語彙
  - 875 文法、語法
  - 876 文章、文体、作文
  - 877 読本、解釈、会話
  - 878 方言、訛語
- 879 その他のロマンス諸語
- 880 ロシア語
  - 881 音声、音韻、文字
  - 882 語源、意味（語義）
  - 883 辞典
  - 884 語彙
  - 885 文法、語法
  - 886 文章、文体、作文
  - 887 読本、解釈、会話
  - 888 方言、訛語
- 889 その他のスラブ諸語
- 890 その他の諸言語
  - 891 ギリシア語
  - 892 ラテン語
  - 893 その他のヨーロッパの諸言語
  - 894 アフリカの諸言語
  - 895 アメリカの諸言語
  - 896
  - 897 オーストラリアの諸言語
  - 898
  - 899 国際語（人工語）

#### 文学（9類）
原書が書かれた言語（一般補助表の言語区分）によって区分したのち、作品の形式（固有補助表の文学共通区分）で細分する。叢書、全集、選集 (908) には原書の言語も作品の形式も特定できないものを収める。作品集（918など）には（原書が特定の言語で書かれているが）作品の形式は特定できないものを収める。
- 900 文学
  - 901 文学理論・作法
  - 902 文学史、文学思想史
  - 903 参考図書（レファレンスブック）
  - 904 論文集、評論集、講演集
  - 905 逐次刊行物
  - 906 団体
  - 907 研究法、指導法、文学教育
  - 908 叢書、全集、選集
  - 909 児童文学研究
- 910 日本文学
  - 911 詩歌
  - 912 戯曲
  - 913 小説、物語
  - 914 評論、エッセイ、随筆
  - 915 日記、書簡、紀行
  - 916 記録、手記、ルポルタージュ
  - 917 箴言、アフォリズム、寸言
  - 918 作品集
  - 919 漢詩文、日本漢文学
- 920 中国文学
  - 921 詩歌、韻文、詩文
  - 922 戯曲
  - 923 小説、物語
  - 924 評論、エッセイ、随筆
  - 925 日記、書簡、紀行
  - 926 記録、手記、ルポルタージュ
  - 927 箴言、アフォリズム、寸言
  - 928 作品集
- 929 その他の東洋文学
- 930 英米文学
  - 931 詩
  - 932 戯曲
  - 933 小説、物語
  - 934 評論、エッセイ、随筆
  - 935 日記、書簡、紀行
  - 936 記録、手記、ルポルタージュ
  - 937 箴言、アフォリズム、寸言
  - 938 作品集
  - [939] アメリカ文学 → 930/938
- 940 ドイツ文学
  - 941 詩
  - 942 戯曲
  - 943 小説、物語
  - 944 評論、エッセイ、随筆
  - 945 日記、書簡、紀行
  - 946 記録、手記、ルポルタージュ
  - 947 箴言、アフォリズム、寸言
  - 948 作品集
- 949 その他のゲルマン文学

- 950 フランス文学
  - 951 詩
  - 952 戯曲
  - 953 小説、物語
  - 954 評論、エッセイ、随筆
  - 955 日記、書簡、紀行
  - 956 記録、手記、ルポルタージュ
  - 957 箴言、アフォリズム、寸言
  - 958 作品集
- 959 プロバンス文学
- 960 スペイン文学
  - 961 詩
  - 962 戯曲
  - 963 小説、物語
  - 964 評論、エッセイ、随筆
  - 965 日記、書簡、紀行
  - 966 記録、手記、ルポルタージュ
  - 967 箴言、アフォリズム、寸言
  - 968 作品集
- 969 ポルトガル文学
- 970 イタリア文学
  - 971 詩
  - 972 戯曲
  - 973 小説、物語
  - 974 評論、エッセイ、随筆
  - 975 日記、書簡、紀行
  - 976 記録、手記、ルポルタージュ
  - 977 箴言、アフォリズム、寸言
  - 978 作品集
- 979 その他のロマンス文学
- 980 ロシア・ソビエト文学
  - 981 詩
  - 982 戯曲
  - 983 小説、物語
  - 984 評論、エッセイ、随筆
  - 985 日記、書簡、紀行
  - 986 記録、手記、ルポルタージュ
  - 987 箴言、アフォリズム、寸言
  - 988 作品集
- 989 その他のスラブ文学
- 990 その他の諸言語文学
  - 991 ギリシア文学
  - 992 ラテン文学
  - 993 その他のヨーロッパ文学
  - 994 アフリカ文学
  - 995 アメリカ諸言語の文学※10版3刷での変更
  - 996
  - 997 オーストラリア諸言語の文学※10版3刷での変更
  - 998
  - 999 国際語（人工語）による文学

## 補助表

### 一般補助表
一般補助表は、新訂10版では以下の4種。「全範囲」または「複数の類に跨る特定主題」で使用可能な補助表である。新訂9版では固有補助表の「言語共通区分」「文学共通区分」もこれに含まれていたため6種であった。
I 形式区分
基本的にすべての分類記号に付加できる。さらに0を重ねて付加する箇所や、0を除いて付加する箇所がある。以下に一部を示す。新訂7版のみ、「-09 経済的・経営的観点」という項目もあったが、適用範囲が限定的であるため、新訂8版で形式区分から除去された。
- -01 理論、哲学
- -02 歴史的・地域的論述
- -03 参考図書（レファレンスブック）
- -04 論文集、評論集、講演集、会議録
- -05 逐次刊行物：新聞、雑誌、紀要
- -06 団体: 学会、協会、会議
- -07 研究法、指導法、教育
- -08 叢書、全集、選集

I-a 地理区分
基本的にすべての分類記号に付加できる。形式区分の-02に続けて使用する。各国・各地域の歴史（210から279まで）の分類から、第1次区分の2を取り去ったものである。以下に一部を示す。（詳細は2類の要目表を参照）
- -1 日本
- -2 アジア、東洋
- -3 ヨーロッパ、西洋
- -4 アフリカ
- -5 北アメリカ
- -6 南アメリカ
- -7 オセアニア、両極地方

II 海洋区分
指示のある箇所にのみ使用する。基本的には、海洋 (299) の第4次区分以降と同じである。以下に一部を示す。
- -1 太平洋
  - -2 北太平洋
  - -3 南太平洋

- -4 インド洋
- -5 大西洋
- -6 地中海
- -7 北極海（北氷洋）
- -8 南極海（南氷洋）

III 言語区分
9類や030、040、050、080などで使用する。以下に一部を示す。
- -1 日本語
- -2 中国語
- -29 その他の東洋の諸言語
  - -291 朝鮮語（韓国語）
  - -292 アイヌ語
  - -2936 カム・タイ諸語：タイ語（シャム語）
  - -2937 モン・クメール諸語：ベトナム語
  - -294 オーストロネシア諸語（マライ・ポリネシア諸語）
    - -2942 ムラユ語（マレー語、マライ語）、インドネシア語
    - -2944 フィリピノ語（タガログ語）

  - -297 セム・ハム諸語（アフロ・アジア諸語）
    - -2973 ヘブライ語
    - -2976 アラビア語

  - -298 インド諸語
    - -2983 ヒンディー語
    - -2985 パンジャーブ語、アッサム語、ベンガル語

  - -299 イラン諸語
    - -2993 ペルシア語

- -3 英語
- -4 ドイツ語
- -49 その他のゲルマン諸語
  - -493 オランダ語

- -5 フランス語
- -59 プロバンス語
- -6 スペイン語
- -69 ポルトガル語
- -7 イタリア語
- -79 その他のロマンス諸語
- -8 ロシア語
- -89 その他のスラブ諸語
- -9 その他の諸言語
  - -91 ギリシア語
  - -92 ラテン語
  - -93 その他のヨーロッパの諸言語
  - -94 アフリカの諸言語
  - -95 アメリカの諸言語
  - -97 アフリカの諸言語
  - -99 国際語（人工語）
    - -991 エスペラント

### 固有補助表
固有補助表は、新訂10版では以下の10種。「一つの類」または「一つの類の一部分」でのみ使用可能な補助表である。「言語共通区分」「文学共通区分」は新訂9版では一般補助表とされていたもので、それぞれ8類・9類の全範囲で使用可能。
1. 神道各教派の共通細区分表
2. 仏教各宗派の共通細区分表
3. キリスト教各教派の共通細区分表
4. 日本の各地域の歴史（沖縄県を除く）における時代区分
5. 各国・各地域の地理、地誌、紀行における共通細区分表
6. 各種の技術・工学における経済的、経営的観点の細区分表
7. 様式別の建築における図集
8. 写真・印刷を除く各美術の図集に関する共通細区分表
9. 言語共通区分
  - -1 音声、音韻、文字
  - -2 語源、意味（語義）
  - -3 辞典
  - -4 語彙
  - -5 文法、語法
  - -6 文章、文体、作文
  - -7 読本、解釈、会話
    - -78 会話

  - -8 方言、訛語
10. 文学共通区分
  - -1 詩歌
    - -18 児童詩、童謡

  - -2 戯曲
    - -28 児童劇、童話劇

  - -3 小説、物語
  - -4 評論、エッセイ、随筆
  - -5 日記、書簡、紀行
  - -6 記録、手記、ルポルタージュ
  - -7 箴言、アフォリズム、寸言
  - -8 作品集: 全集、選集
    - -88 児童文学作品集: 全集、選集

## 政治的な問題
日本十進分類法では、十進分類法という制約から、必ずしも論理的に「正しい」ツリー構造を取っていない。たとえば地理区分では、記号上、アイルランドはイギリスに、ベネルクス三国はフランスに含まれるように見える形となっている。香港・台湾・モンゴル国・チベットなども「中国」の下位区分という位置づけだが、これに関して、2012年には図書館が台湾に関する本を中国の本のコーナーに置いていることが問題とされ、荒川区立図書館や埼玉県立図書館では地方議員の働きかけもあり書架の表示が見直されることとなった。

## 電子版 (MRDF)
冊子体のほか、新訂9版の電子版（機械可読データファイル）の「NDC・MRDF9」も提供されている。記録媒体は、当初はフロッピーディスクが使用され、後に CD-ROM での提供となった。2004年時点での電子版販売価格は図書館向けが42万円、企業等向けが100万円 と、冊子体の新訂9版が 6,292円であるのに比べ非常に高額である。

## キャラクター化
児童や若年層に対して、より図書館やその分類法に親しみを持ってもらうため、日本十進分類法の10区分を擬人化・キャラクター化した例がある。
- 広島県廿日市市のはつかいち市民図書館では「青少年向け」のウェブページにおいて日本十進分類法 (NDC) の10区分を擬人化し、キャラクターや分類法の紹介漫画、書架掲示用データなどを配布している[40]。
- 図書館用品メーカーのキハラは、児童向けに日本十進分類法 (NDC) の10区分を丸い動物風にマスコット化した「ブックパンケーキ」の書架案内セットを商品化している[41]。